# Подпороже
Подпороже (на руски: Подпорожье) е град в Русия, административен център на Подпорожки район, Ленинградска област. Населението на града към 1 януари 2018 година е 17 270 души.